# Irkutsker Stausee
Der Irkutsker Stausee (russisch Иркутское водохранилище/ Irkutskoje wodochranilischtsche) bei Irkutsk in der russischen Oblast Irkutsk (Sibirien; Asien) ist ein Stausee an der Angara.

## Geographische Lage
Der Irkutsker Stausee liegt etwas nordwestlich vom Südwestende des Baikalsees, knapp unterhalb des Ausflusses der Angara aus diesem See. Nordöstlich des Stausees erstrecken sich die südwestlichsten Ausläufer des Baikalgebirges, im Westen erheben sich östliche Ausläufer des Ostsajan. Sein Absperrbauwerk und Kraftwerk stehen am Südostrand des Stadtgebiets von Irkutsk.

## Staudamm, Stausee und Kraftwerk
Das Absperrbauwerk besteht aus einem 44 m hohen Erdschüttdamm kombiniert mit integrierter Gewichtsstaumauer. Das in die Mauer integrierte Wasserkraftwerk, das Bestandteil der planmäßigen Erschließung der Angara-Jenissei-Region war, wurde von 1950 bis 1959 erbaut und leistet 660 MW.
Durch den ungefähr 2,5 km langen Staudamm des Irkutsker Stausees, der rund 4,6 Milliarden m³ Stauvolumen hat, staut sich die Angara maximal rund 28 m Höhe auf und den Fluss auf knapp 60 km Strecke bis kurz vor den Baikalsee zurück – ohne dessen Wasserspiegel zu beeinflussen.
Nach anderen Quellen wird der Baikalsee durch den Staudamm um 1,4 m oder sogar um 6 m aufgestaut. Das Stauvolumen einschließlich des zusätzlich aufgestauten Baikalsees beträgt danach 45,8 Milliarden m³.

## Galerie

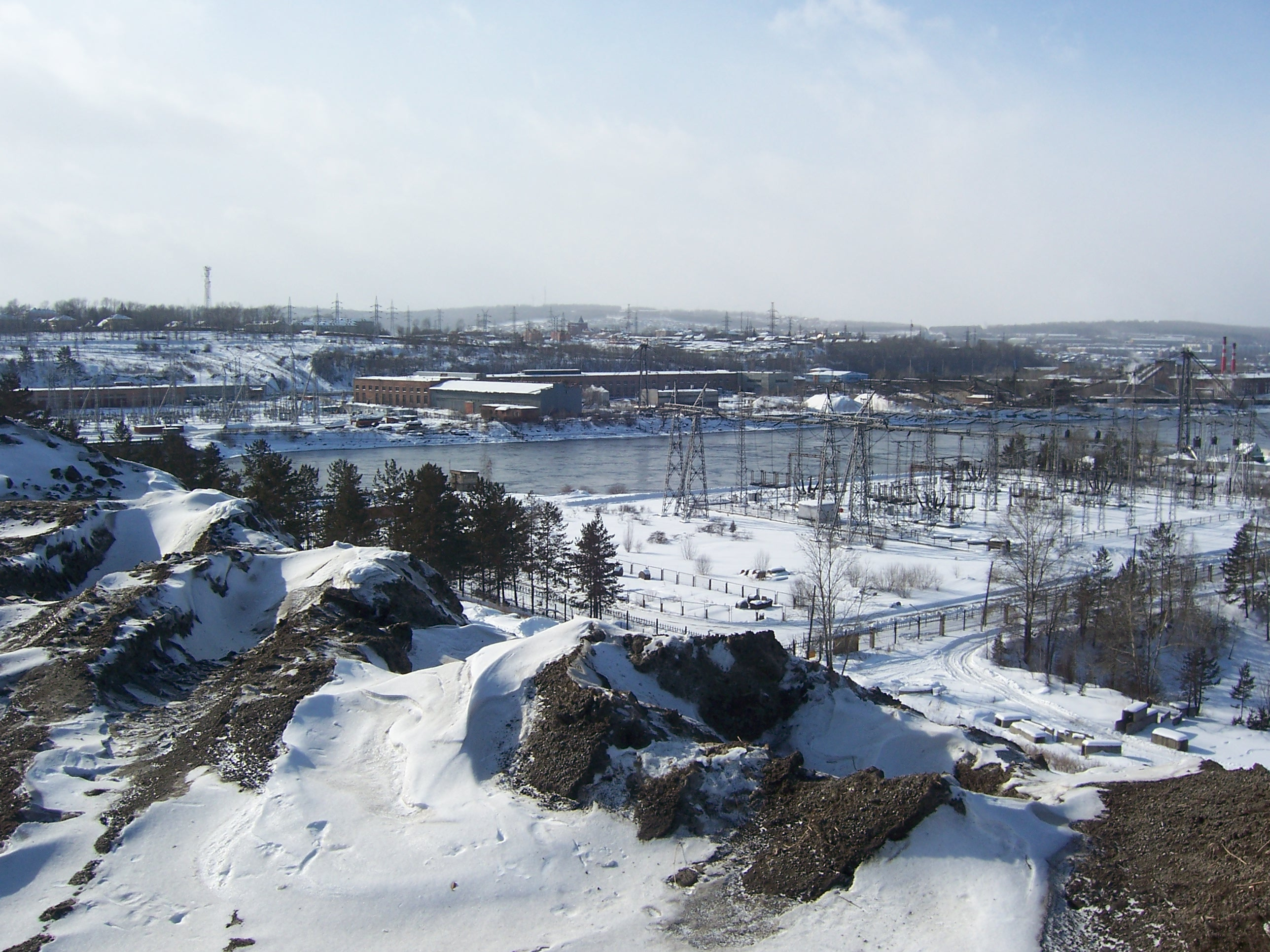
Wasserkraftwerk Irkutsk
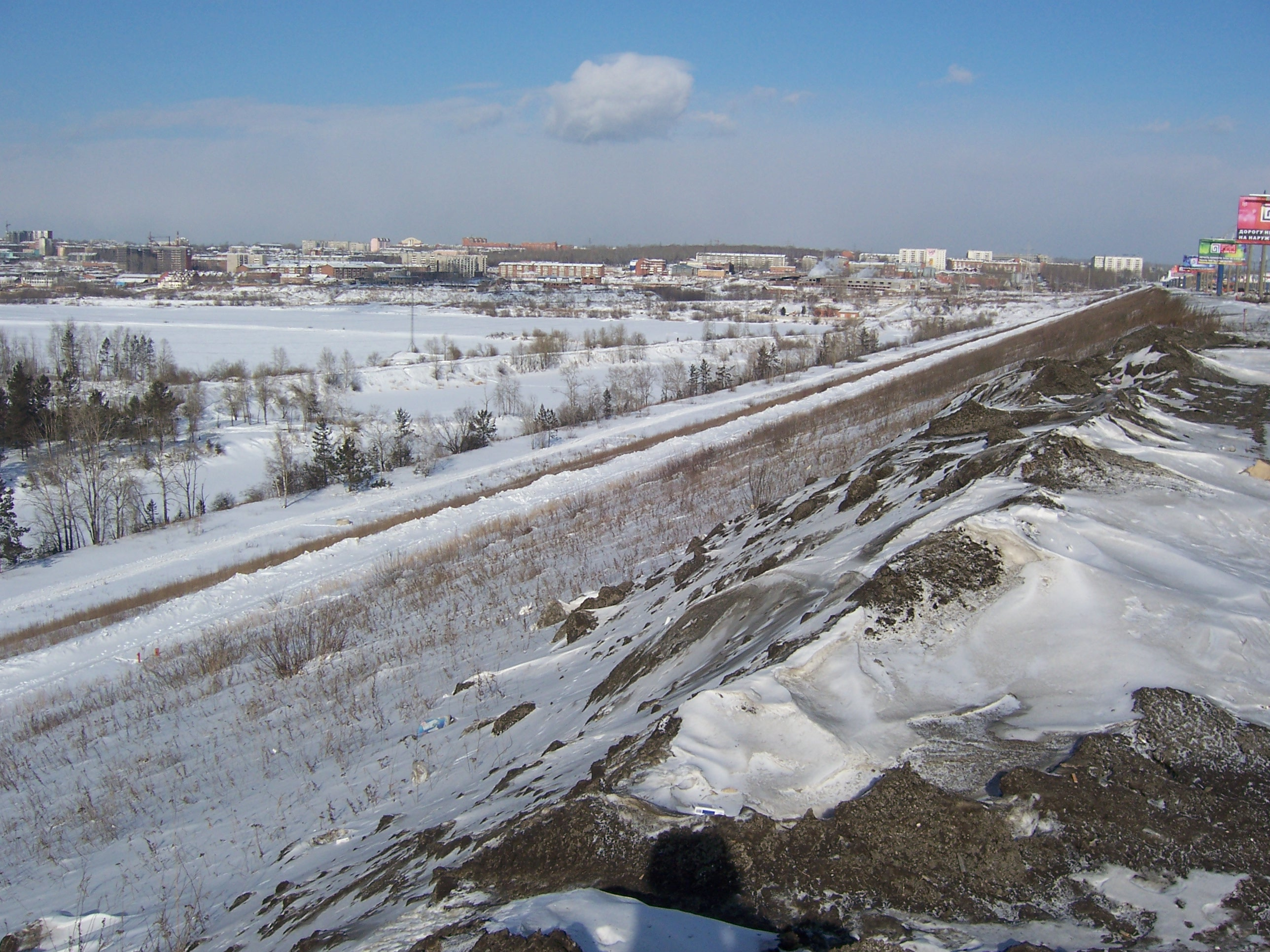
Der Damm des Stausees